# أندري موروزوف
أندري موروزوف (بالروسية: Морозов, Андрей Владимирович)‏ (3 أبريل 1968 - ) هو لاعب كرة قدم روسي في مركز الدفاع. لعب مع نادي أورال يكاترينبورغ وFC Uralets-TS Nizhny Tagil ‏.